# Вер, Роберт де, 5-й граф Оксфорд
Роберт де Вер (англ. Robert de Vere; приблизительно 1220 — до 7 сентября 1296) — английский аристократ, 5-й граф Оксфорд и лорд-камергер с 1263 года. Участвовал во Второй баронской войне на стороне оппозиции.

## Биография
Роберт де Вер принадлежал к знатному и влиятельному роду, представители которого владели землями в ряде графств Англии, титулом графа Оксфорда и наследственной должностью лорда-камергера. Он был единственным сыном 4-го графа Хью де Вера и его жены Хависы де Квинси; в этой семье родились также три дочери — Изабелла, Лора и Маргарет. В 1263 году, после смерти отца, Роберт стал 5-м графом Оксфордом. В начавшейся в том же году Второй баронской войне он сражался на стороне оппозиции. Граф был с Хью де Монфором, когда армия принца Эдуарда атаковала замок Кенилуэт накануне битвы при Ившеме (1 августа 1265 года). Его земли и титул были конфискованы, но по условиям Кенилуэртского приговора (31 октября 1266) вернулись владельцу. До 1264 года граф был посвящён в рыцари.
Граф умер до 7 сентября 1296 года. Его тело похоронили в родовой усыпальнице де Веров в Кёльнском приорате (Эссекс); сердце было погребено отдельно, в церкви Грейфрайерс в Ипсвиче.

## Семья
Роберт де Вер был женат на Элис де Сэндфорд, дочери и наследнице Гилберта де Сэндфорда. В этом браке родились:
- Роберт де Вер (1257—1331), 6-й граф Оксфорд[2];
- сэр Хью де Вер (1257/58 — 1319), 1-й барон Вер[3];
- сэр Альфонсо де Вер (после 1257—1328)[4];
- Томас де Вер;
- Гилберт де Вер (1264—1289), священнослужитель[5];
- Филипп де Вер (приблизительно 1266 — ?), священнослужитель[6];
- Джон де Вер[7];
- Джоан де Вер (умерла в 1293), жена Уильяма де Варенна[8][9];
- Хависа де Вер (умерла после 1296)[10][11].